# Buthvel
Buthvel (dansk), Butwehl (tysk) eller Bütweel (nordfrisisk) var en hallig i det vestlige Slesvig beliggende syd for øen Før. Halligen er nu sammenvokset med Langenæs i det nuværende nordlige Tyskland.
Buthvel har et areal på cirka 1,3 km². Grænsen til det øvrige Langenæs markeres gennem prilen Hvel (på tysk Wehl). På halligen findes tre varfter (Christiansvarft, Tadensvarft og Tamensvarft).

## Historie
Øen opstod som følge af den Store Manddrukning i 1362. Før udgjorde området en del af kystlandskabet Strand i Utlandene. Det formodes, at halligen er en del af de i Valdemars Jordebog nævnte øer Hwælæ. I løbet af 1800-tallet voksede halligen sammen med Langenæs og Nordmarsk. I kirkelig henseende hørte halligen til Grøde Sogn, indtil der i 1725 blev oprettet et selvstændig sogn for Langenæs og Buthvel. Administrativ hørte Buthvel frem til 1666 under Grøde, siden da under Langenæs (Viriks Herred).

## Navnet
Stednavnet er afledt af nordfrisisk bütj weel (på dansk udenfor hvelet≈udehvel) og beskriver et område ved siden af et hvel (efter digebruddet optået sø, på dansk også kolk). På dansk findes også formen Budvel.